# Baczyński (album)
Baczyński (muzyka i poezja z filmu) – ścieżka dźwiękowa filmu Kordiana Piwowarskiego o wybitnym polskim poecie – Krzysztofie Kamilu Baczyńskim. Muzykę skomponował Bartosz Chajdecki, realizacją dźwięku zajęli się Marcin Kasiński i Kacper Habisiak, zaś realizację nagrań przeprowadził Robert Migas. Album został wydany na CD w formie tzw. jewel case. Płyta ukazała się 12 marca 2013, na trzy dni przed premierą filmu. Płytę promował duet Czesław Mozil i Mela Koteluk w utworze „Baczyński – Pieśń o szczęściu”, czyli w interpretacji fragmentu poematu Baczyńskiego „Szczęśliwe drogi”.

## Wykonawcy
- B.A.Ch Film Ensamble – orkiestra
- Jan Kalinowski – wiolonczela
- Brian Massaka – gitary
- Marek Szlezer – fortepian
- Zofia Wojniakiewicz – skrzypce
- Liliana Pociecha – sopran
- Wojciech Famielec – beat

## Lista utworów
| 1.  | "Miasto" B.A.Ch Film Ensemble/Brian Massaka/Wojciech Famielec | 2:02  |
|     |                                                               |       |
| 2.  | "Preludium" B.A.Ch Film Ensemble                              | 4:34  |
|     |                                                               |       |
| 3.  | "Samotność" B.A.Ch Film Ensemble                              | 1:31  |
|     |                                                               |       |
| 4.  | "Tatry" B.A.Ch Film Ensemble                                  | 1:30  |
|     |                                                               |       |
| 5.  | "Spojrzenie" * Jan Gabriel Szutkowski                         | 1:57  |
|     |                                                               |       |
| 6.  | "Wojna" B.A.Ch Film Ensemble/Liliana Pociecha                 | 1:56  |
|     |                                                               |       |
| 7.  | "Retrospekcja" B.A.Ch Film Ensemble                           | 3:46  |
|     |                                                               |       |
| 8.  | "Pragnienia" * Weronika Lewandowska                           | 1:41  |
|     |                                                               |       |
| 9.  | "Spojrzenie" (live) Marek Szlezer/Jan Kalinowski              | 4:03  |
|     |                                                               |       |
| 10. | "Elegia" * Kuba Malinowski                                    | 1:56  |
|     |                                                               |       |
| 11. | "Preludium" (Wersja II) B.A.Ch Film Ensemble                  | 3:17  |
|     |                                                               |       |
| 12. | "Jesień pragnień" * Jan Gabriel Szutkowski                    | 1:27  |
|     |                                                               |       |
| 13. | "Uwertura" B.A.Ch Film Ensemble/Zofia Wojniakiewicz           | 1:42  |
|     |                                                               |       |
| 14. | "Szpital" * Kamila Janiak                                     | 1:58  |
|     |                                                               |       |
| 15. | "Wojna" (Wersja II) B.A.Ch Film Ensemble/Liliana Pociecha     | 1:56  |
|     |                                                               |       |
| 16. | "Byłeś jak wielkie stare drzewo" *                            | 1:47  |
|     |                                                               |       |
| 17. | "Podróż" B.A.Ch Film Ensemble/Liliana Pociecha                | 1:52  |
|     |                                                               |       |
| 18. | "Z głową na karabinie" * Janusz Jamanta Kulesza               | 1:09  |
|     |                                                               |       |
| 19. | "Wybór" * Jan Paweł Kowalewicz                                | 1:51  |
|     |                                                               |       |
| 20. | "Miasto" (Wersja II) B.A.Ch Film Ensemble/Brian Massaka       | 2:46  |
|     |                                                               |       |
| 21. | "Baczyński – Pieśń o szczęściu” Czesław Śpiewa/Mela Koteluk   | 3:17  |
|     |                                                               |       |
|     |                                                               | 47:58 |
|     |                                                               |       |
Utwory oznaczone * zawierają fragmenty slamu poetyckiego.